# Aus tiefer Not schrei ich zu dir, BWV 38
Aus tiefer Not schrei ich zu dir, BWV 38, ist eine Kirchenkantate von Johann Sebastian Bach. Er komponierte die Choralkantate 1724 in Leipzig für den 21. Sonntag nach Trinitatis und führte sie am 29. Oktober 1724 erstmals auf. Die Kantate basiert in Text und Melodie auf dem Kirchenlied Aus tiefer Not schrei ich zu dir, in dem Martin Luther den Psalm 130 nachdichtete.

## Geschichte und Worte

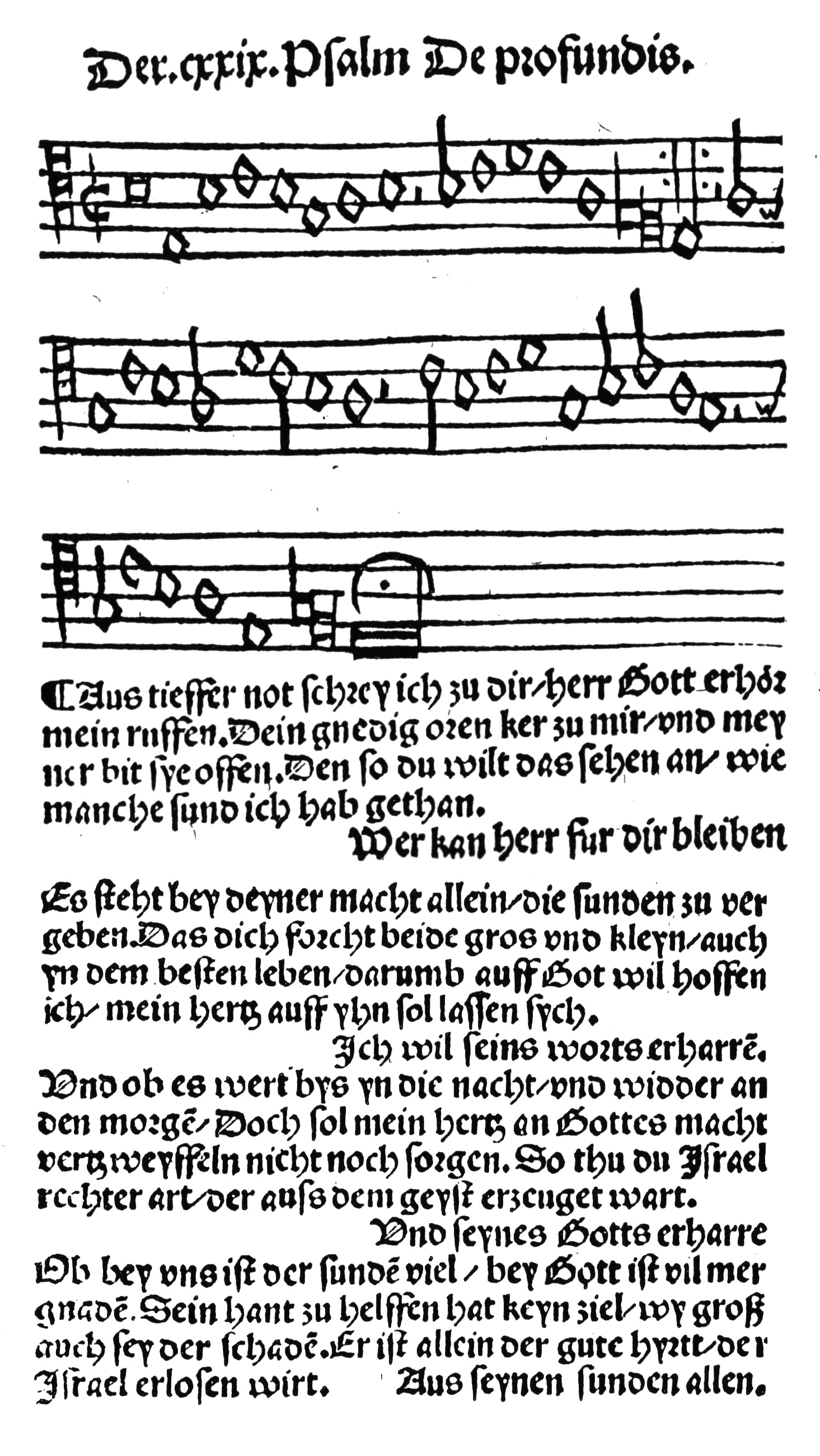
Luthers Text mit Noten von „Aus tiefer Not“ im Erfurter Enchiridion, 1524

Bach komponierte die Kantate in Leipzig 1724 als Teil seines zweiten Kantatenzyklus für alle Anlässe des Kirchenjahres, den er als Zyklus von Choralkantaten plante, basierend auf den Liedern, die von der lutherischen Kirche den Anlässen zugeordnet waren. Er begann den Zyklus mit dem ersten Sonntag nach Trinitatis und schrieb diese Kantate für den 21. Sonntag nach Trinitatis. Die vorgeschriebenen Lesungen für den Sonntag waren Eph 6,10–17 , „Ergreift den Harnisch Gottes“, und Joh 4,46–54 , die Heilung des Sohnes eines Königlichen.
Die Kantate basiert auf Text und Melodie von Luthers Bußlied „Aus tiefer Not schrei ich zu dir“, einer Umdichtung von Psalm 130. Es war zu Bachs Zeit ein Hauptlied für den Sonntag. Der Liedtext der ersten und letzten Liedstrophe ist unverändert und wurde von Bach wie üblich als eine eröffnende Choralfantasie und vierstimmiger Schlusschor gestaltet. Ein unbekannter Textdichter formulierte die übrigen drei Strophen um zu vier Sätzen, abwechselnd Rezitativ und Arie. Bach leitete die erste Aufführung der Kantate am 29. Oktober 1724.

## Besetzung und Aufbau
Bach setzte die Kantate in sechs Sätzen für vier Singstimmen, vier Posaunen, zwei Oboen, zwei Violinen, Viola und Basso continuo. Die Instrumente spielen in den Außensätzen colla parte mit den Singstimmen im Stil von Bachs Motetten.
1. Choralfantasie: Aus tiefer Not schrei ich zu dir
2. Rezitativ (Alt): In Jesu Gnade wird allein
3. Arie (Tenor): Ich höre mitten in den Leiden
4. Rezitativ (Sopran): Ach! Daß mein Glaube noch so schwach
5. Trio (S, A, B): Wenn meine Trübsal als mit Ketten
6. Choral: Ob bei uns ist der Sünden viel